# Epipremnum ceramense
Epipremnum ceramense és una espècie de planta amb flors del gènere Epipremnum i de la família de les aràcies (Araceae).

## Descripció
Epipremnum ceramense és una enfiladissa de grans dimensions i perennifoli, que arriba fins a 20 m d'alçada. Té flors petites de color groc verd amb un centre groc. Les flors estan disposades en una espiga solta i unilateral. La llavor és una llavor petita, rodona i negra. Les plàntules són petites, verdes i tenen dues fulles oposades.

## Distribució i hàbitat
L'àrea de distribució nativa d'aquesta espècie és a les illes Moluques. És trepador i creix principalment al bioma tropical humit.

## Taxonomia
Epipremnum ceramense va ser descrita per Cornelis Rugier Willem Karel van Alderwerelt van Rosenburgh i publicat a Bulletin du Jardin Botanique de Buitenzorg, sér. 2 1: 376 a l'any 1920.
Etimologia
Epipremnum: nom genèric de dues paraules gregues ἐπί (damunt) i πρέμνον (soca).
ceramense: epítet geogràfic que al·ludeix a la seva àrea de distribució a l'illa Seram, antigament anomenada Illa Ceram.